# Festival di Zurigo 1958
Questa pagina raccoglie i dati relativi all'edizione del Festival di Zurigo del 1958.

## La manifestazione
Il Festival era organizzato con dieci canzoni in gara; ogni canzone viene eseguita in duplice versione, da un cantante italiano e da uno straniero, in italiano e in una lingua estera (francese, inglese o tedesco).
Vi erano due orchestre: l'Orchestra Italiana diretta da Eros Sciorilli e l'Orchestra Radiosa di Monteceneri diretta da Fernando Paggi; quest'ultima accompagnava i cantanti stranieri.
Cast svizzero: Jò Roland, Lys Assia e Johnny Ritter.
Cast italiano: Giacomo Rondinella, Achille Togliani, Tonina Torrielli, Fiorella Bini, Trio Joyce, Claudio Villa, Natalino Otto. Domenico Modugno e Marisa Del Frate sono solo annunciati ma non partecipano.

## Partecipanti in ordine di classifica
1. 'A resatella (testo di Filibello; musica di Amedeo Olivares), eseguita da Giacomo Rondinella e Lys Assia: 553 voti
2. 'Na chitarra all'estero (testo di Filibello; musica di Vittorio Giuliani), eseguita da Claudio Villa & Trio Joyce e Johnny Ritter: 303 voti
3. Ciao...ciao...ciao (testo di Alberico Gentile; musica di Gigi Cichellero), eseguita da Natalino Otto  & Trio Joyce e Johnny Ritter: 101 voti
4. Albero di Natale (testo di Corona; musica di Saverio Seracini), eseguita da Tonina Torrielli & Trio Joyce & Claudio Villa e Lys Assia: 79 voti
5. Uli-uli-è (testo Vincenzo D'Acquisto e Bixio Cherubini; musica di Mario Trama e Mario Schisa), eseguita da Achille Togliani & Trio Joyce & Fiorella Bini e Lys Assia: 76 voti
6. Va, musica d'amore (testo e musica di Giovanni D'Anzi), eseguita da Giacomo Rondinella e Jo Roland: 54 voti
7. Deciditi (testo di Pinchi; musica di Camillo Bargoni), eseguita da Natalino Otto & Trio Joyce e Jò Roland: 52 voti
8. Non ero così (testo di Giovanna Colombi; musica di Gino Redi), eseguita da Tonina Torrielli e Jò Roland: 47 voti
9. Mio vecchio cuore (testo di Emilio Micheletti; musica di Bazaron), eseguita da Achille Togliani e Jò Roland: 37 voti
10. Il paradiso dei baci (testo di Danpa; musica di Cesare Antoniolli), eseguita da Fiorella Bini e Lys Assia: 19 voti